# الموسوعة المسيحية العالمية
الموسوعة المسيحية العالمية هي موسوعة نشرتها مطبعة جامعة أكسفورد، مشهورة بتقديم إحصاءات عن معتنقي الأديان الرئيسية والثانوية في كل بلد من بلدان العالم وتتضمن معلومات تاريخية وتوقعات للسكان في المستقبل.
الطبعة الأولى، كانت بواسطة ديفيد ب.باريت ونشرت في عام 1982.الطبعة الثانية (ISBN 978-0195079630)، كانت بواسطة باريت وجورج توماس كوريان وتود جونسون، نشرت في عام 2001.
على الرغم من الاسم فإن الموسوعة تتضمن بيانات عضوية للعديد من الديانات غير المسيحية.
البيانات التي يتم إدراجها في الموسوعة المسيحية العالمية متاحة على الإنترنت في قاعدة البيانات المسيحية العالمية (WCD).

## نقد
وجدت إحدى الدراسات أن بيانات الموسوعة «مرتبطة ارتباطًا وثيقًا بالمصادر الأخرى التي تقدم التقديرات الدينية الدولية»، لكنها «تعطي تقديراً أعلى لنسبة المسيحيين مقارنةً بقواعد البيانات الأخرى». ويُذكر أن هناك مخاوف بشأن التحيز المحتمل لأن الموسوعة المسيحية العالمية تم تطويرها في الأصل كأداة تبشيرية مسيحية.
يرى جلين ماسوتشيكا (من مكتبة جامعة شاميناد، هونولولو) أن المجلد الثاني هو الأكثر فائدة ولكنه يضيف أنه «يعاني من ظل شك بشأن موثوقية حقائق الموسوعة خاصة المجلد الأول.» يصف جلين المجلد 3 على أنه «انفجار للأرقام والفئات والقوائم المتداخلة. والنتيجة هي مئات الصفحات من الإحصاءات المربكة تماما، وبعضها مشكوك فيه للغاية، ومنحازة ثقافيا، وغير مجدية من الناحية الأنثروبولوجية (مثل تصنيف الناس إلى» ألوان مبسطة«مثل الأسود والرمادي والبني والأحمر والتان الأبيض والأصفر).»